# Паскола (Мисури)
Паскола (енгл. Pascola) град је у америчкој савезној држави Мисури.

## Демографија
По попису из 2010. године број становника је 108, што је 30 (-21,7%) становника мање него 2000. године.
| Група             | 2000.       | 2010.       |
| Белци             | 134 (97,1%) | 105 (97,2%) |
| Афроамериканци    | 0 (0,0%)    | 0 (0,0%)    |
| Азијати           | 0 (0,0%)    | 0 (0,0%)    |
| Хиспаноамериканци | 1 (0,7%)    | 1 (0,9%)    |
| Укупно            | 138         | 108         |